# Ryukyuans
Els ryukyuans (琉球民族, Ryūkyū minzoku, okinawenc: Ruuchuu minzuku), també Lewchewan, són els pobles indígenes de les illes Ryūkyū entre les illes de Kyūshū i Taiwan. Políticament viuen a la prefectura d'Okinawa o a la prefectura de Kagoshima. Hi ha diferents subgrups de l'ètnia ryukyuana: els pobles d'Okinawa, Amami, Miyako, Yaeyama i Yonaguni. Les seves llengües formen les llengües ryukyuenques, considerada una de les dues branques de la família de llengües japòniques, al costat del japonès i els seus dialectes.
Els ryukyuans no són un grup minoritari reconegut al Japó, ja que les autoritats japoneses els consideren només un subgrup del poble japonès, similar al poble yamato. Encara que no es reconegui, els ryukyuans constitueixen el grup minoritari etnolingüístic més gran del Japó, amb 1,3 milions comptant només els que viuen a la prefectura d'Okinawa. Els Ryukyuans també habiten a les illes Amami de la prefectura de Kagoshima. També hi ha una diàspora de ryukyuans considerable. Més de 600.000 ryukyuans ètnics més i els seus descendents estan dispersos en altres llocs del Japó i del món; més habitualment al Brasil i, en menor mesura, a altres territoris on també hi ha una diàspora japonesa molt important. A la majoria dels països, la diàspora dels ryukyuans i la japonesa no es diferencien, de manera que no hi ha estadístiques fiables.
Estudis genètics i antropològics recents indiquen que els ryukyuans estan relacionats significativament amb el poble yamato (japonesos majoritaris), però també tenen una relació relativament més estreta amb el poble Ainu, en comparació amb el poble Yamato. Això possiblement s'explica amb una ascendència parcialment compartida de la població durant el període Jōmon (pre 10.000 aC - 1.000 aC) i amb la població del període Yayoi (1.000 aC - 300 aC), que eren emigrants de l'Àsia oriental (concretament de la Xina i la península coreana).
Els ryukyuans tenen una cultura específica amb alguns elements matriarcals, religió autòctona i gastronomia pròpia amb una introducció tardana (segle XII) de l'arròs. La població va viure a les illes de forma aïllada durant molts segles, i al segle XIV de les tres entitats dividides d'Okinawa va sorgir el Regne de Ryūkyū (1429-1879) que va continuar el comerç marítim i les relacions tributàries iniciades el 1372 amb la dinastia Ming de la Xina. El 1609 el regne va ser envaït pel Feu de Satsuma, i va mantenir una independència tributària de xinesos i japonesos, sense arribar a ser-ne vassall perquè el Shogunat Tokugawa prohibia el comerç amb la Xina.
El relator especial de les Nacions Unides sobre la discriminació i el racisme Doudou Diène, en el seu informe de 2006, assenyala un nivell perceptible de discriminació i xenofòbia contra els ryukyuans, amb la discriminació més greu que pateixen relacionada amb la seva aversió a les instal·lacions militars nord-americanes a l'arxipèlag. Arran d'això, es va proposar una investigació sobre drets humans fonamentals.

## Etimologia
El seu nom ètnic habitual deriva del nom xinès de les illes, "Liuqiu" (també esmentat com Loo Choo, Lew Chew, Luchu, i més), que en llengua japonesa es pronuncia "Ryukyu". El terme indígena per a l'illa d'Okinawa és Uchinaa, el poble Uchinaanchu, i el seu idioma Uchinaaguchi. Aquests termes rarament s'utilitzen i són marcadors polititzats d'una cultura diferent.

## Orígens
Segons els recents estudis genètics, les persones ryukyuanes comparteixen més al·lels amb el període Jōmon (fa 16.000-3.000 anys) caçadors-recol·lectors i ainus que els japonesos yamato, tenen menors aportacions genètiques de les poblacions continentals asiàtiques, que dona suport a la doble estructura. model de K. Hanihara (1991), una teoria àmpliament acceptada que suggereix que els japonesos Yamato estan més barrejats amb les persones continentals agrícoles asiàtiques (de la Península de Corea) que els Ainu i els Ryukyuans, amb majors introduccions dins i després del període Yayoi. (Fa 3.000-1.700 anys). Dins la població japonesa, els Ryukyu formen una separació i un dels dos cúmuls de tot el genoma al llarg de l'illa Honshū. La descendència de Jomon s'estima aproximadament en un 28%. L'esdeveniment que va formar els ryukyuans mesclats es va estimar fa almenys 1100-1075 anys, que correspon al període Gusuku, i es considera que es relaciona amb l'arribada de migrants del Japó. Així, els ryukyuans semblen estar genèticament més propers a Ainu des del punt de vista d'Ainu, mentre que és exactament el contrari al punt de vista dels Ryukyuans, que es troben més a prop dels japonesos de Yamato.
Els estudis comparatius sobre la diversitat dental també van mostrar un flux gènic a llarg termini procedent de la font externa (l'illa principal Honshu i de la part sud de l'Àsia oriental), l'aïllament a llarg termini i la deriva genètica que va produir la diversificació morfològica dels moderns Ryukyuans. Tanmateix, l'anàlisi contradiu la idea de continuïtat genètica directa i afinitat entre el Jomon (és a dir, Ainu) i els Ryukyuans, tot i que diversos estudis genètics, cranials, dentals i infeccions virals van indicar la seva estreta relació, mentre que segons l'antropològic. les dades es troben de manera coherent entre els japonesos Yamato i Ainu.
Un estudi craniomètric recent demostra que els ryukyuan estan estretament relacionats amb el poble Yamato i els seus avantpassats comuns principals, el poble Yayoi. Els ryukyuans difereixen fortament de les persones de Jōmon i ainus, cosa que, segons els autors, és una forta evidència per a la substitució de grups relacionats amb els Jōmon pels avantpassats dels Ryukyuans.
Segons les evidències arqueològiques, hi ha una diferenciació cultural prehistòrica entre les illes Ryukyu del nord (illes Amami i Okinawa) i les illes Ryukyu del sud (illes Miyako i Yaeyama). La diferenciació a tot el genoma es va pronunciar, sobretot entre Okinawa i Miyako. Es considera que va sorgir a causa de la deriva genètica en lloc de la barreja amb persones procedents de regions veïnes, amb la divergència datada a l'Holocè i sense una contribució genètica important dels habitants del Plistocè als actuals illencs meridionals. Els illencs Amami també són molt més similars a la població continental que als illencs d'Okinawa. Una anàlisi autosòmica d'ADN de mostres d'okinawencs va concloure que estan més relacionades amb altres poblacions contemporànies japoneses i de l'Àsia oriental, que comparteixen de mitjana un 80% de barreja amb japonesos continentals i un 19% de barreja amb població xinesa i que tenen característiques aïllades.

### Estudis genètics
Els indicadors d'ADNm femení i els cromosomes Y masculins s'utilitzen per estudiar les migracions humanes. La investigació sobre les restes esquelètiques del Neolític (també conegut com a període Kaizuka) a Okinawa, així com del període Gusuku, va mostrar predomini dels haplogrups D4 i M7a femenins i la seva continuïtat genètica a la població femenina contemporània d'Okinawa. Se suposa que M7a representa el "genotip Jomon" introduït per un avantpassat paleolític del sud-est asiàtic o de la regió sud del continent asiàtic, al voltant de l'últim màxim glacial amb les illes Ryukyu com un dels punts d'origen probable, en canvi, la freqüència del haplogrup D4 és relativament elevat a les poblacions de l'Àsia oriental, inclòs al Japó, cosa que indica a les persones Yayoi immigrades, probablement al final del període Kaizuka tardà, mentre que l'haplogrup B4 presumiblement antiga ascendència aborigen taiwanesa. Tanmateix, com en la població japonesa contemporània, M7 va mostrar una disminució, mentre que la freqüència de l'haplogroup N9b va mostrar un augment de direcció sud a nord, indica que el patró de mobilitat de les dones i els mascles va ser diferent ja que la distribució dels haplogrups no. mostren un gradient geogràfic en contrast amb l'ADNm, significa principalment diferents orígens materns de les persones actuals de Ryukyuan i Ainu.
La investigació sobre el cromosoma Y masculí contemporani d'Okinawan va mostrar el 2006; 55,6% de l'haplogrup DP-M55, 22,2% O-P31, 15,6% O-M122, 4,4% C-M8 i 2,2% altres. Es considera que els haplogrups Y es van expandir en una difusió dèmica. Els haplogrups D i C es consideren d'origen paleolític, amb un temps de coalescència de c. 19.400 YBP i expansió 12.600 YBP, és a dir, 14.500 YBP i 10.820 YBP respectivament, i van estar aïllats durant milers d'anys un cop els ponts terrestres entre el Japó i l'Àsia continental van desaparèixer al final del darrer màxim glacial c. 12.000 YBP. L'haplogrup O va començar la seva expansió fa aproximadament 4.000-3.810 anys i, per tant, els haplogrups D-M55 i C-M8 pertanyen al llinatge masculí de Jomon, i el haplogrup O pertany al llinatge masculí de Yayoi. L'Haplogrup M12 es considera com a contrapart mitocondrial del llinatge D del cromosoma Y. Aquest rar grup d'haplogrup només es va detectar a japonesos, coreans i tibetans de Yamato, amb la freqüència i la diversitat més elevades al Tibet.

## Ryukyuans famosos
Les persones més notòries de naixement o descendència de Ryukyuan al Japó inclouen:
En arts marcials del karate, Matsumura Sōkon, Ankō Itosu, Ankō Asato, Kenwa Mabuni (Shitō-ryū), Gichin Funakoshi (Shotokan), Chōjun Miyagi (Gōjū-ryū), Chōki Motobu (Motobu-ryu), Tatsuo Shimabuk (Motobu-ryu), Tatsuo Shimabuk (Motobu-ryu), Tatsuo Shimabuk (Motobu-ryu), Kanbun Uechi (Uechi-ryū), Kentsū Yabu (professor de Shōrin-ryū).
En estudis acadèmics, periodisme o literatura, Sai On, Shō Shōken, Tei Junsoku, Iha Fuyū, Higashionna Kanjun, Ōta Chōfu (periodista), Tatsuhiro Oshiro (novel·lista).
En música, cantants solistes femenines Namie Amuro (quarta italiana), Cocco, Beni (pare nord-americà), Chitose Hajime, cantautora solista masculina i actor Gackt, membres de la banda Begin, Orange Range, Mongol800, Stereopony i High and Mighty Color, membres del grup Speed, MAX i Da Pump (quatre membres originals).
En el negoci entretingut, l'actriu femenina Yui Aragaki, sobretot pel drama televisiu Nigeru wa Haji da ga Yaku ni Tatsu, i Rino Nakasone, coreògrafa.
En l'esport, els jugadors de bàsquet Nagisa Arakaki i Hideki Irabu (mare), el corredor de bicicletes Yukiya Arashiro, el futbolista Kazuki Ganaha, els boxejadors Yoko Gushiken, Akinobu Hiranaka Katsuo Tokashiki i el jugador de golf Ai Miyazato.
Les persones més notòries d'origen rukukuan o d'ascendència mixta a la diàspora inclouen:
A Hawaii, soldat de la Segona Guerra Mundial dels EUA i medalla d'honor del receptor Yeiki Kobashigawa, medallista olímpic d'or Yoshi Oyakawa, la cantant Ethel Azama, actual governador de Hawaii David Ige, el ukulele Jake Shimabukuro, i el youtuber Ryan Higa.
En altres parts dels Estats Units, els músics James Iha i Kishi Bashi (mare), la cantant Yuki Chikudate, els actors Tamlyn Tomita i Brian Tee (pare), l'artista de storyboard Natasha Allegri (mare), jugador de bàsquet i entrenador Dave Roberts (mare). A Taiwan, l'actor Takeshi Kaneshiro (pare).
Els personatges de ficció més notables que han estat descrits com a Ryukyuan són:
Kesuke Miyagi (interpretat per Pat Morita) de la trilogia  Karate Kid, Mugen de la sèrie anime Samurai Champloo, Mutsumi Otohime de la sèrie de manga Love Hina, Maxi de la sèrie de videojocs Soulcalibur, molts conceptes a Ultraman, el protagonista de les heroïnes. Yuri Miyazono de Witchblade: novel·les Ao no Shōjo.